# جيرار بورجوازي
جيرار بورجوازي (بالفرنسية: Gérard Bourgeois)‏ هو مخرج فرنسي، ولد في 18 أغسطس 1874 في جنيف في سويسرا، وتوفي في 15 ديسمبر 1944 في الدائرة الثامنة عشرة في باريس في فرنسا.

## وصلات خارجية
- جيرار بورجوازي على موقع IMDb (الإنجليزية)
- جيرار بورجوازي على موقع أول موفي (الإنجليزية)
- جيرار بورجوازي على موقع قاعدة بيانات الأفلام السويدية (السويدية)
- جيرار بورجوازي على موقع قاعدة بيانات الفيلم (الإنجليزية)
- جيرار بورجوازي على موقع كينوبويسك (الروسية)